# Claude Lelouch
Claude Barruck Joseph Lelouch (Parijs, 30 oktober 1937) is een Frans filmregisseur, scenarioschrijver, filmproducent en cameraman.

## Biografie
Claude Lelouch is de zoon van een Joodse snoepmaker, van wie de familie drie generaties lang in Algerije woonde, nadat zij verdreven waren uit Palestina. Lelouch raakte op jonge leeftijd geïnteresseerd in film. Zijn eerste korte film, Le Mal du Siècle, die hij maakte toen hij dertien jaar oud was, won een prijs op het Cannes Amateur Film Festival.
In 1956 werd hij professioneel filmmaker en leerde hij het vak al doende. Hij maakte toen verscheidene korte films en televisiecommercials. Tussen 1957 en 1960 maakte hij tijdens zijn diensttijd tien korte films voor de filmeenheid van de Franse landmacht. In 1960 maakte hij zijn eerste lange speelfilm met financiële ondersteuning van zijn familie. Latere opdrachten bleven uit en hij keerde gedurende twee jaar terug naar het produceren van korte films. Hij begon in 1960 zijn eigen productiemaatschappij Les Films 13.
Na enkele flops vestigde hij internationaal zijn naam met het romantische drama Un homme et une femme uit 1966, met Anouk Aimée en Jean-Louis Trintignant in de hoofdrollen. De film won dat jaar een Gouden Palm op het Filmfestival van Cannes. Tevens won deze film twee Oscars, die van Beste Niet-Engelstalige film en die van Beste oorspronkelijke scenario. Lelouch nam met de twee hoofdrolspelers in 1986 een vervolg op deze film op, Un homme et une femme, 20 ans déjà. In 2020 kwam hij opnieuw op het thema terug met dezelfde acteurs als tachtigers: Les plus belles années d'une vie.
In 1967 had Lelouch opnieuw succes met een ander romantisch drama, Vivre pour vivre, met Yves Montand en Annie Girardot.
Een van zijn films die mondiaal voor consternatie zorgde was de korte film C'était un rendez-vous uit 1976, waarin om half zes 's ochtends een dollemansrit door Parijs werd gereden. Een camera die aan de bumper bevestigd was nam de negen minuten durende film op, waarbij snelheden tot 140 km/u werden gehaald. In 2006 vertelde Lelouch dat hijzelf aan het stuur zat en in een Mercedes-Benz 450 SEL 6.9 reed.
Lelouch is driemaal getrouwd, telkens met een actrice. Hij was getrouwd met Evelyne Bouix van 1980 tot 1985, met Marie-Sophie L. van 1986 tot 1992 en vanaf 1993 met Alessandra Martines. Hij heeft vijf kinderen.

## Techniek en stijl
Claude Lelouch is niet alleen regisseur, maar is ook zijn eigen producent, schrijft al zijn scenario's, vaak in samenwerking met Pierre Uytterhoeven en filmt regelmatig zelf. Zijn productiemaatschappij, Les Films 13, produceert ook films van andere regisseurs.
Lelouch probeert spontaniteit en vrijheid van beweging in zijn films te creëren, door gebruik te maken van compacte en lichte filmapparatuur. Ook geeft hij zijn acteurs de vrijheid tot improvisatie.

## Filmografie
- 1961: Le Propre de l'homme
- 1962: L'Amour avec des si
- 1963: La Femme spectacle
- 1964: Une fille et des fusils
- 1965: Les Grands Moments
- 1966: … pour un maillot jaune (korte film)
- 1966: Un homme et une femme
- 1967: Vivre pour vivre
- 1967:  Loin du Vietnam (segment)
- 1968: Treize jours en France (samen met François Reichenbach)
- 1968: La Vie, l'Amour, la Mort
- 1969: Un homme qui me plaît
- 1970: Le Voyou
- 1971: Smic, Smac, Smoc
- 1972: L'aventure c'est l'aventure
- 1973: Visions of Eight (segment)
- 1973:  La Bonne Année
- 1974: Toute une vie
- 1974: Mariage
- 1975: Le Chat et la Souris
- 1975: Le Bon et les Méchants
- 1976: Si c'était à refaire
- 1976: C'était un rendez-vous (korte film)
- 1977:  Un autre homme, une autre chance
- 1978: Robert et Robert
- 1979: À nous deux
- 1981: Les Uns et les Autres
- 1983: Édith et Marcel
- 1984: Viva la vie
- 1985: Partir, revenir
- 1986: Un homme et une femme, 20 ans déjà
- 1987: Attention bandits!
- 1988: Itinéraire d'un enfant gâté
- 1990: Il y a des jours... et des lunes
- 1992: La Belle Histoire
- 1993: Tout ça... pour ça!
- 1995: Les Misérables
- 1996: Hommes, femmes, mode d'emploi
- 1998: Hasards ou Coïncidences
- 1999: Une pour toutes
- 2002: And Now... Ladies and Gentlemen
- 2002: 11'09"01 September 11 (segment)
- 2004: Les Parisiens
- 2005: Le Courage d'aimer
- 2007: Roman de gare
- 2007: Chacun son cinéma (segment)
- 2010: Ces amours-là
- 2011: D'un film à l'autre
- 2014: Salaud, on t'aime
- 2015: Un plus une
- 2020: Les plus belles années d'une vie
- 2021: L'amour c'est mieux que la vie
- 2021: Finalement